# Hermann Braun (Philosoph)
Hermann Braun (* 1. Februar 1932 in Freudenstadt) ist ein deutscher Philosoph.

## Leben
Nach dem Abitur 1952 am Schubart-Gymnasium Aalen studierte er von 1952 bis 1958 an den Universitäten Tübingen, Reading und Heidelberg. Nach der Staatsprüfung 1958 für das wissenschaftliche Lehramt an Höheren Schulen in den Fächern Germanistik, Anglistik und Geschichte an der Universität Heidelberg und der Promotion 1960 im Fach Philosophie in Heidelberg bei Karl Löwith und Hans Georg Gadamer war er von 1961 bis 1967 wissenschaftlicher Assistent am Philosophischen Seminar der Universität Heidelberg und von 1967 bis 1973 Akademischer Rat am Philosophischen Seminar der Universität Heidelberg. Von 1973 bis zur Emeritierung 1997 hatte er den Lehrstuhl für Philosophie an der Kirchlichen Hochschule Bethel inne.
Seine Forschungsschwerpunkte sind Studien zu Tierethik, zum Weltbegriff, ein Projekt zur anthropologischen Ortsbestimmung der Ethik: Animal rationale.

## Schriften (Auswahl)

### Monographien
- Realität und Reflexion. Studien zu Hegels Philosophie der Natur. Heidelberg 1960, OCLC 74038452.
- als Herausgeber mit Manfred Riedel: Natur und Geschichte. Karl Löwith zum 70. Geburtstag. Stuttgart 1967, OCLC 14257299.
- Animal rationale, WBG Darmstadt 2020, 182 S.

### Artikel, Essays
- Zur Interpretation der HEGELSCHEN Wendung. FREI ENTLASSEN, in Actes du IIIieme Congres International Lille 1968, 52-64
- Philosophie für freie Geister. Zu Hegels Manuskript: ..eine Ethik, in: Hegel-Tage Villigst 1969, Studien zur Fruehgeschichte des  deutschen Idealismus, hrsg. von Ruediger Bubner, 1973, 17-33
- Art. „Materialismus und Idealismus“ GG III (1982) 977–1019
- Die Anfälligkeit des Prinzipiellen. Existenzphilosophie und Anthropologie vor und nach 1933, in. Perspektiven der Philosophie,N.JB 1991, 345–383
- Art. „WELT“, GG 7 (1992), 433–510
- Verden „Welt“ av Hermann Braun er oversatt fra tysk Unipub 2011.158 S.
- Kitsch in der christlichen Theologie, Wolfgang Braungart (HG), Tübingen 2002,101-115
- Josef Piepers Early Sociological Writings, in: A Cosmopolican Hermit – Edited by Bernard Schumacher, The Catholic University of America Press 2009, 88–115